# Albero sintattico
Un albero sintattico (o albero sintattico concreto, albero di derivazione, in inglese parse tree) è un albero che rappresenta la struttura sintattica di una stringa in accordo a determinate forme grammaticali. Un programma che produce quest'albero viene chiamato parser. Gli alberi sintattici possono essere generati per frasi delle lingue naturali attraverso l'elaborazione del linguaggio naturale, così come durante l'elaborazione di linguaggi formali e di linguaggi di programmazione.
La struttura ad albero è stata mutuata dalla teoria dei grafi per rappresentare l'idea intuitiva che le frasi delle lingue naturali possono essere segmentate in unità più piccole. È detto "indicatore sintagmatico" ogni rappresentazione (ad albero o per mezzo di parentesi) dei sintagmi di una frase.

## Caratteristiche

Un semplice albero sintattico della frase inglese «John ha colpito la palla».

Un albero sintattico è composto da nodi e rami. La figura a fianco è un albero sintattico linguistico che permette di creare determinate frasi in lingua inglese. Nel disegno, l'albero sintattico è l'intera struttura che parte da S e termina in ognuna delle foglie (John, ball, the, hit).
Nell'albero sono usate le seguenti abbreviazioni:
- S sta per la frase, la struttura top-level in questo esempio;
- NP sta per sintagma nominale. Il primo ramo (quello a sinistra) è il soggetto John. L'altro è l'oggetto della frase;
- VP sta per sintagma verbale, che serve il predicato;
- V per verbo. In questo caso, hit («ha colpito»);
- Det sta per aggettivo determinativo, in questo caso the («la»);
- N sta per sostantivo.

Nell'albero sintattico, ogni nodo può essere un nodo radice, un nodo ramo o un nodo foglia. Nell'esempio precedente, S è il nodo radice, NP e VP sono nodi rami, mentre John, ball, the e hit sono tutti foglie.
I nodi si possono anche riferire ai genitori e ai figli di nodi. Un genitore è quel nodo che ha almeno un altro nodo collegato con un ramo sotto di lui. Nell'esempio, S è genitore sia di NP che di VP. Un figlio è quel nodo che ha almeno un ramo collegato a un nodo sopra di lui; nell'esempio, hit è un figlio del nodo V.